# Fenix Trophy
Fenix Trophy er en europæisk fodboldturnering til semi-professionel og amatør fodboldklubber. Turneringen var grundlagt i 2021 af Brera Calcio, en italiensk fodboldklub i Milano. Den danske klub Boldklubben Skjold har deltaget i fodboldturneringen i 2022-23 sæsonen og 2023-24 sæsonen.

## Liste over finalerne
| dagger | Kampen blev vundet i forlænget spilletid       |
| *      | Kampen blev vundet på straffesparkskonkurrence |

| Sæson   | Land    | Vindere                 | Score |
| ------- | ------- | ----------------------- | ----- |
| 2021-22 | England | FC United of Manchester | 2-0   |
| 2022-23 | Danmark | BK Skjold               | 3-0   |
| 2023-24 | England | FC United of Manchester | 4–0   |

## Sæson 2021-22
Den første gang turneringen blev spillet, var i 2021-22 sæsonen.
De følgende klubber deltog:
- HFC Falke
- AS Lodigiani
- CD Cuenca-Mestallistes
- Prague Raptors
- Brera Calcio
- FC United of Manchester
- AFC DWS
- AKS Zły

## Sæson 2022-23
2022-23 sæsonen var den første gang, Boldklubben Skjold deltog i Fenix Trophy, som senere vandt finalen.
De følgende klubber deltog:
- KSK Beveren
- FK Miljakovac
- CD Cuenca-Mestallistes
- Prague Raptors
- Brera Calcio
- FC United of Manchester
- AFC DWS
- Krakow Dragoons FC
- BK Skjold

## Sæson 2023-24
2023-24 sæsonen var den anden gang, Boldklubben Skjold deltog i turneringen.
De følgende klubber deltog:
- KSK Beveren
- BK Skjold
- FC United of Manchester
- Prague Raptors
- Krakow Dragoons FC
- FC Venus București
- Vinsky FC
- Gamle Oslo FK
- Gilla FC
- Enfield Town FC
- Lewes FC
- Llantwit Major FC